# شو أوكي
شو أوكي (باليابانية: 青木 捷) (مواليد 24 يونيو 1993)، هو لاعب كرة قدم سابق كان يلعب كلاعب وسط.

## وصلات خارجية
- شو أوكي على موقع رابطة كرة القدم اليابانية للمحترفين (اليابانية)